# الدامور
الدامور (به عربی: الدامور) یک منطقهٔ مسکونی در لبنان است که در استان جبل لبنان واقع شده‌است.

## خصوصیات
الدامور ۱۰٫۱ کیلومترمربع مساحت و ۱۰٬۰۰۰ نفر جمعیت دارد.